# シカンダル・ローディー廟
シカンダル・ローディー廟（シカンダル・ローディーびょう、ヒンディー語: सिकंदर लोधी का मक़बरा）は、インド、ニューデリーにあるローディー朝の二代目君主、シカンダル・ローディー（在位1489-1517）の墓廟である。この墓はデリーのローディー・ガーデン内に位置し、1517年から1518年の間にシカンダル・ローディーの息子であるイブラーヒーム・ローディーによって建てられた。この墓はバラ－・グンバドから100メートル離れたところに位置し、この地はかつてはカイルプル村（Khairpur）と呼ばれていた。

## 歴史
シカンダル・ローディー（ニザーム・ハーン）はバフルール・ローディーの息子であり、父が死亡した1489年から死を迎える1517年までスルターンをつとめた。シカンダル・ローディーの死をうけ、彼の息子であるイブラーヒーム・ローディーが墓をこの建てた。シカンダル・ローディー廟の建築様式にはサイイド朝のムハンマド・シャー廟の影響が見られる。このムハンマド・シャー廟も同様にローディー・ガーデン内に存在する。

## 建築
インド・イスラ－ム様式の八角形のデザインにはムハンマド・シャー廟の影響を見ることができる。このシカンダル・ローディー廟はインド亜大陸における最初の庭園霊廟であり、同時に現存する塀を持った庭園霊廟としても最も早い段階のものである。
シカンダル・ローディー廟はローディー・ガーデン内の中心に位置している。廟は壁に囲まれており、南向きの門から中に入る構造になっている。入口はドーム（パビリオン）を二つ備えており、この二つのドームは形の上では左右対称だがそれぞれ大きさが異なる。これら二つのパビリオンは四角の土台の上に建てられており、青いタイルの装飾が残っている。メインの建物は八角形の広いベランダに取り囲まれる構造になっており、彫刻の施された柱が屋根を支えている。それぞれの辺に3つずつアーチを持ち、それぞれの角には少し角度をもった控え壁が備わっている 。
廟は様々な色の琺瑯のタイルで装飾されており、廟を取り囲む壁はムガル建築様式で様々な外国語が刻まれている。西側の壁はモスクの役割を果たすようにデザインされており、アーチを通してキブラ（礼拝を行う方向）を示し、また床は舗装されている
。

## ロケーション
シカンダル・ローディー廟はデリーにあるローディー・ガーデンの中にその一部として存在している。かつてはカイルプル村（Khairpur）と呼ばれてた場所である。この庭園は西から北側にかけてをアムリタ・シェールギル通り、東をマックス・ミュラー通り、南側をローディー通りに囲まれている。ローディー・ガーデンの南西の一角にはサフダル・ジャング廟（Safdarjang）が存在する。

## ギャラリー

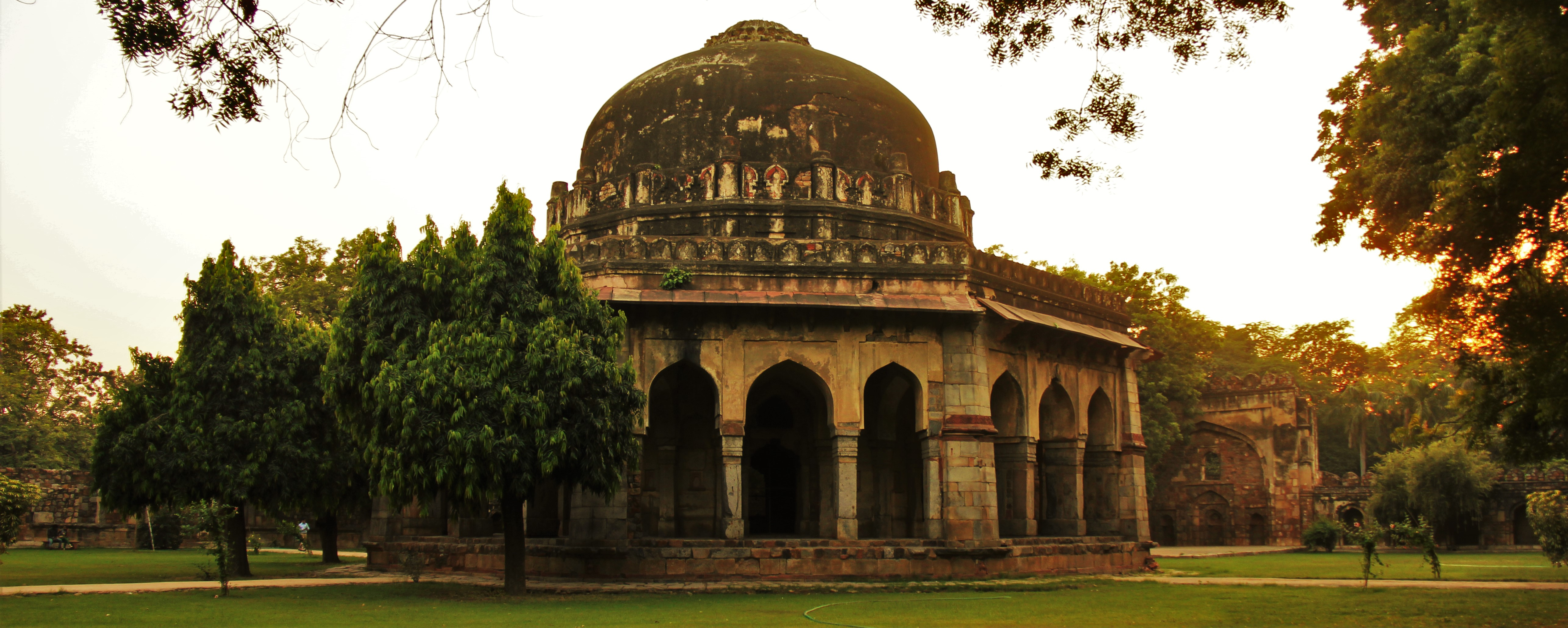
シカンダル・ローディー廟の夕暮れ。

|  |  |  |  |